# Henri Thanghe
Henri Thanghe was een Belgisch wielrenner. Hij is vooral bekend als deelnemer van de eerste twee edities van Luik-Bastenaken-Luik in 1892 en 1893.

## Voornaamste wedstrijden
1891
- 2e - Antwerpen

1892
- 5e - Luik-Bastenaken-Luik

1893
- 7e - Luik-Bastenaken-Luik

## Resultaten in voornaamste wedstrijden
| Jaar | Luik-Bast.‑Luik |
| ---- | --------------- |
| 1892 | 5e              |
| 1893 | 7e              |